# Munster (Alto Rin)
Munster es una localidad y comuna francesa, situada en el departamento de Alto Rin, en la región de Alsacia.
Situada en el valle del río Fecht, la comuna se encuentra en el corazón de un área de marcada fisionomía geográfica conocida como Kleini Schwitz, la pequeña Suiza, y de particularidades humanas como la del modo de vida de los montañeses llamados Malker o la del específico dialecto local, además de ser el centro originario de producción de quesos con denominación de origen Munster.

## Historia
El nombre de Munster deriva del latín "Monasterium", en referencia a la abadía benedictina fundada en el lugar en el año de 660 y consagrada al culto de San Gregorio. Villa fortificada en el 1308, en 1354 fue una de las villas libres del Sacro Imperio que constituyeron la Decápolis Alsaciana.
En el siglo XVI, Munster adoptó la reforma protestante y más tarde sufrió las consecuencias de la guerra de los Treinta Años que supusieron la destrucción de la economía regional y una grave crisis demográfica, siendo ocupada y saqueada por las tropas suecas entre 1633-1634 y por el Ducado de Lorena en 1652. En 1679 sería anexionada a Francia, bajo cuya protección ya estaba desde 1635.
Con motivo de la Revolución Francesa, la abadía fue clausurada en 1791. Fue anexionada al Imperio Alemán en 1871. Durante la Primera Guerra Mundial, Munster se encontró en la línea del frente de los Vosgos, resultando destruida al 85 % por los combates.
En la Segunda Guerra Mundial fue ocupada por Alemania entre el 18 de junio de 1940 y el 5 de febrero de 1945.

## Demografía
| 4811 | 4888 | 4932 | 4661 | 4657 | 4884 | 5018 |
| Para los censos de 1962 a 1999 la población legal corresponde a la población sin duplicidades (Fuente: INSEE [Consultar]) |      |      |      |      |      |      |

## Patrimonio y cultura
- Ruinas de la abadía benedictina de San Gregorio
- El Hôtel de Ville (1550).
- León heráldico de 1576 en la fuente de la plaza del mercado.
- Iglesia protestante en estilo neorrománico finalizada en 1874.
- El edificio del Laub' construido entre 1867 y 1869.

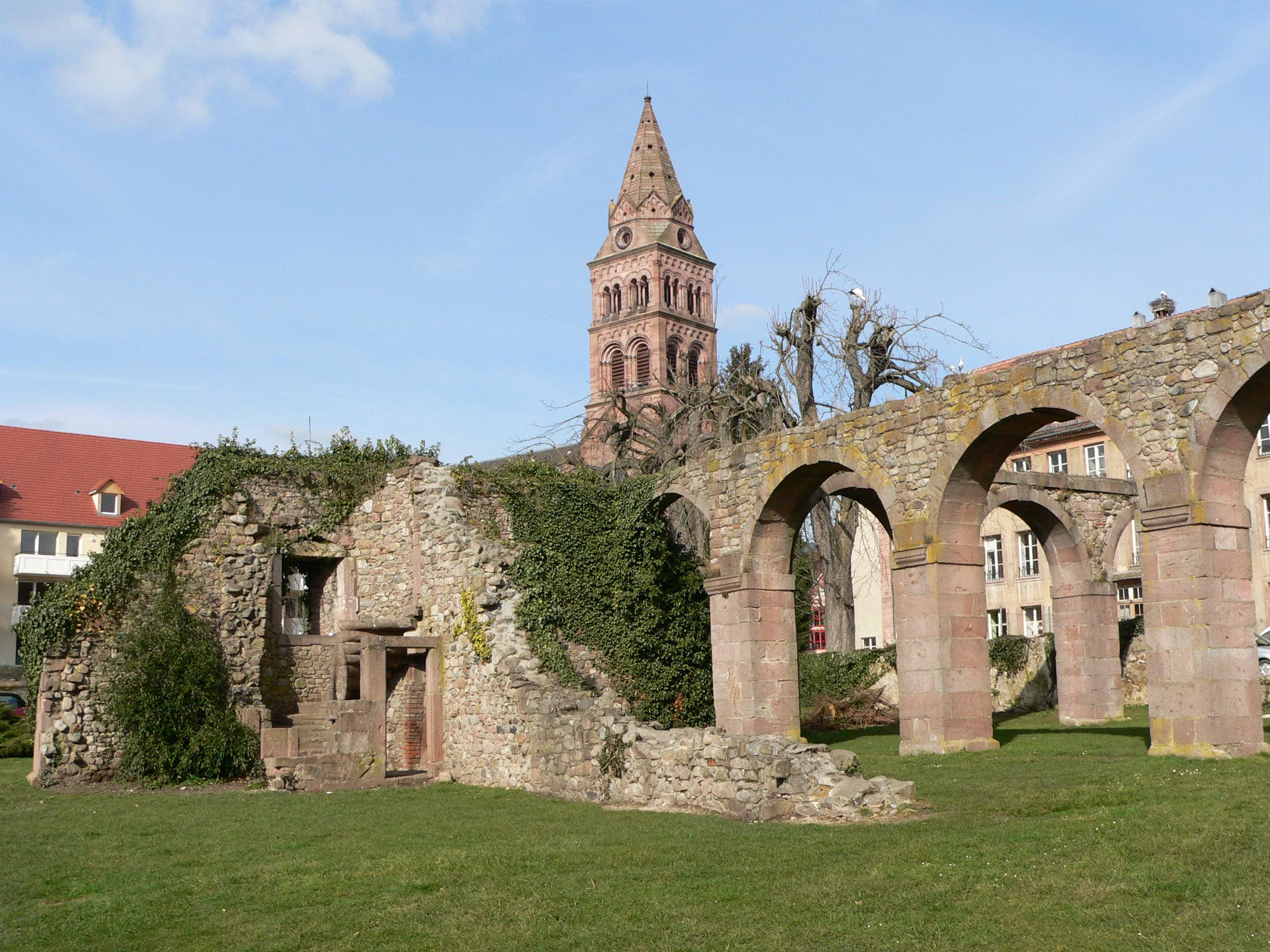
Ruinas de la abadía de Munster.
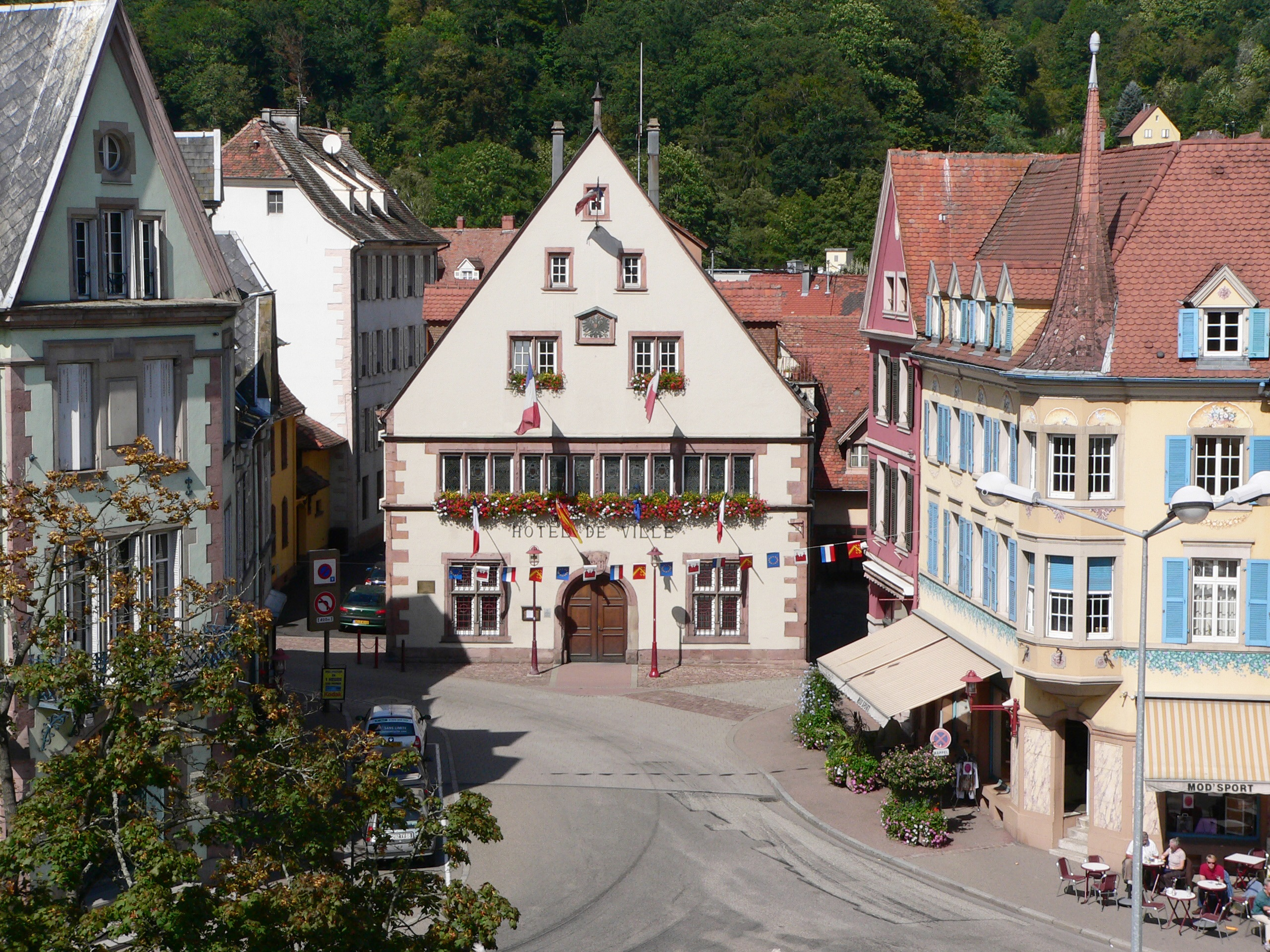
El Ayuntamiento (1550)

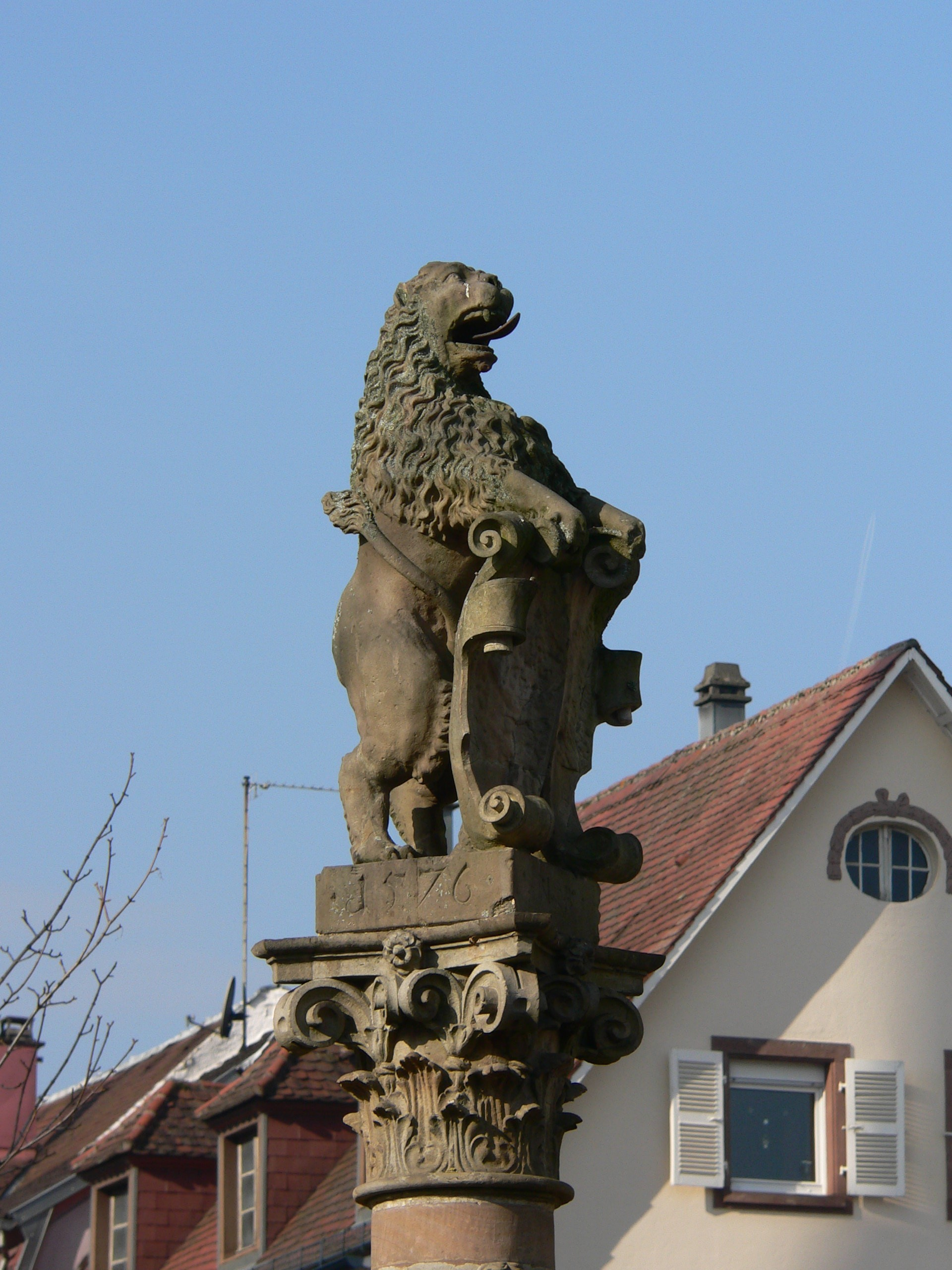
León heráldico (1576).
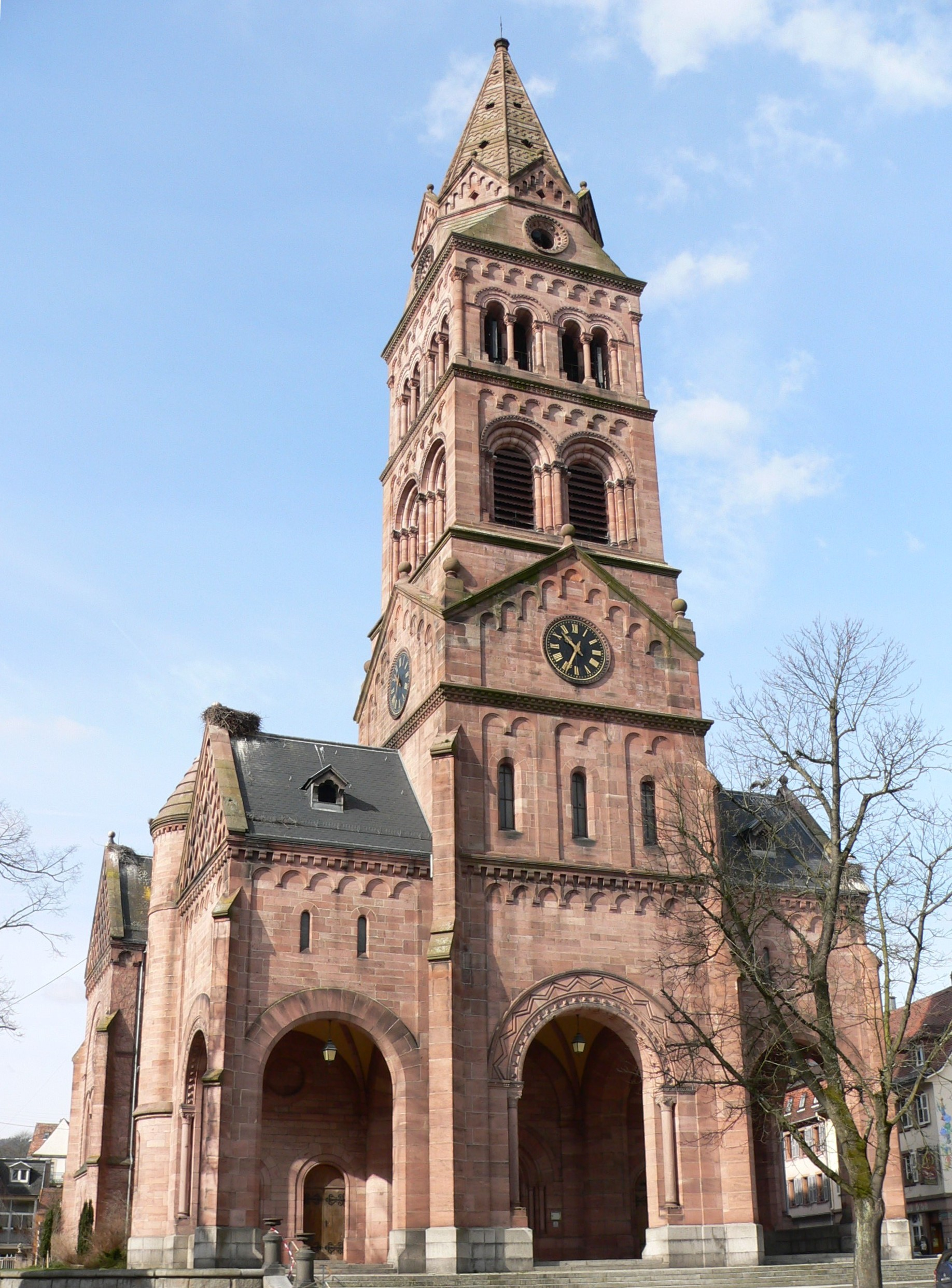
Templo protestante (1873).
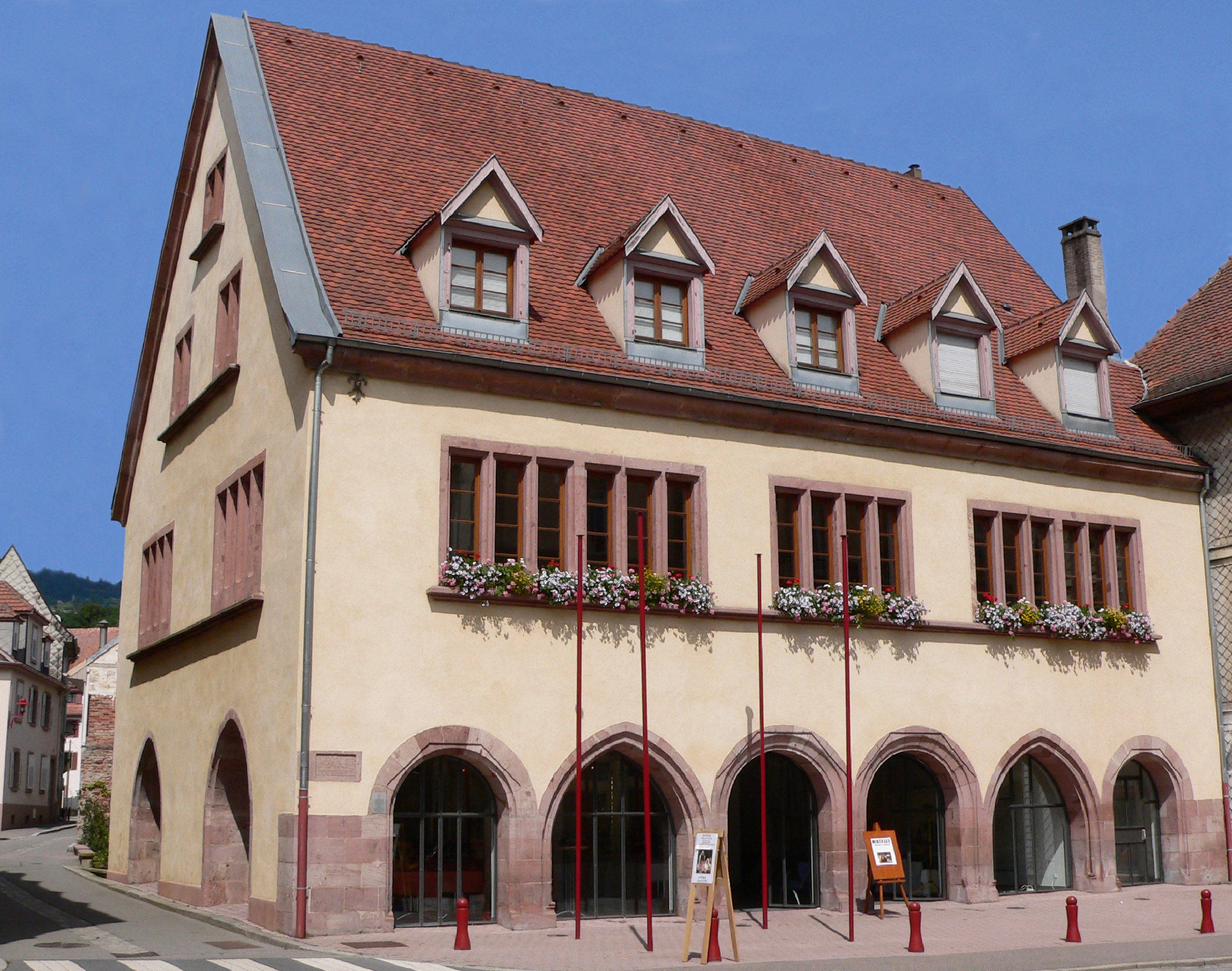
Edificio del Laub

## Personajes célebres
- La dinastía de industriales Hartmann
- Dom Augustin Calmet, teólogo
- Frédéric Kirschleger, botánico
- Michel Hausser, músico de jazz
- Alfred Kern, escritor, ganador del premio Renaudot
- Marcel Haedrich, periodista
- Roby Wetzel, Pintor